# Apple A9X
Apple A9X是一款苹果公司设计的64位元ARM架構SoC，首先搭载于2015年9月9日宣布，2015年11月11日发行的iPad Pro之上。A9X集成了名为M9的运动协处理器。
苹果宣称A9X与其前身A8X相比，拥有1.8倍的CPU性能和2倍的GPU性能。

## 使用A9X的产品
- 9.7吋 iPad Pro
- 12.9吋 iPad Pro（第一代）